# Nashville Lady
Nashville Lady ist ein Film des britischen Regisseurs Michael Apted aus dem Jahr 1980. Das Biopic basiert auf einer Autobiografie der US-amerikanischen Country-Sängerin Loretta Lynn und wurde von dem Filmstudio Universal Pictures produziert.

## Handlung
Der Film erzählt die Lebensgeschichte der Country-Sängerin Loretta Lynn. Ihre Kindheit verbrachte sie als Loretta Webb mit mehreren Schwestern und Brüdern in einer kleinen Bergarbeitersiedlung in Kentucky. Mit dreizehn Jahren lernt sie den Kriegsheimkehrer Doolittle Mooney Lynn kennen. Der leichtfüßige Draufgänger ist der Schwarm aller jungen Mädchen, wirbt aber um Loretta. Doolittle bittet Lorettas Vater um ihre Hand, der ihm das Versprechen abnimmt, seiner Tochter kein Leid anzutun.
Doch schon kurz nach der Heirat schlägt Doolittle seine unerfahrene Frau und wirft sie aus seinem Haus.
Trotzdem kehrt Loretta wieder zu ihm zurück, und die zwei verlassen Kentucky und gehen in den Westen, um dort ihr Glück zu versuchen. Bald haben sie eine Farm, ein kleines Haus und vier Kinder. Doolittle, dem Lorettas Gesang gefällt, schenkt ihr zum Hochzeitstag eine Gitarre. Später überredet er sie zu einem Auftritt in einer Kneipe im Dorf. Durch den Erfolg ermuntert, sieht ihr Mann eine neue Chance fürs Leben. Er nimmt mit Loretta eine Platte auf, macht Reklamefotos und schickt ihre Aufnahmen an Radiosender. Als die Reaktionen ausbleiben, lassen die beiden ihre Kinder bei Lorettas Mutter und klappern die Radiosender persönlich ab. Dadurch gelingt ihnen der Einstieg in die Hitparade und der Sprung in das Mekka der Country-Musik nach Nashville.
Hier freundet sich Loretta mit Patsy Cline, dem damals größten Country-Star an. Diese wird zu ihrer besten Freundin und beide gehen zusammen auf Tournee. Doolittle, der sich zu Beginn von Lorettas Karriere als ihr Manager verstand, wird von professionelleren Leuten der Branche abgelöst. Er wird mit der neuen Situation nicht fertig, beginnt zu trinken, hat Affären mit jungen Mädchen und schlägt Loretta. Beide raufen sich jedoch immer wieder zusammen. Doolittle beschließt, wieder als Mechaniker zu arbeiten und auf die Kinder aufzupassen.
Als Patsy Cline mit einem Flugzeug tödlich verunglückt, verliert Loretta ihre einzige Freundin. Loretta, die an starken Kopfschmerzen leidet und Tabletten nimmt, beginnt schließlich, die Texte ihrer Songs zu vergessen, bis sie bei einem Konzert vor 10.000 Zuschauern zusammenbricht. Sie bricht die Tour ab und kehrt nach Kentucky zurück. Wieder bei Kräften, gelingt ihr ein erfolgreiches Comeback.

## Hintergrund
Der Film basiert auf der Autobiografie von Loretta Lynn (1932–2022). Sie war nicht nur Mutter von sechs Kindern, sondern wurde bereits im Alter von 32 Jahren Großmutter. Loretta Lynn erlebte in ihrer Karriere zuletzt 2004 ein erneutes Comeback. Sissy Spacek als Loretta und Beverly D’Angelo als Patsy Cline singen in diesem Film alle Songs selbst und wurden nicht synchronisiert. Zu hören sind weitere Countrystars wie Ernest Tubb, Bill Monroe, Kitty Wells und Red Foley.

## Kritiken
- Roger Ebert, Chicago Sun-Times: „Er [der Film] ist warmherzig, unterhaltsam, komisch und rund um diese großartige Sissy-Spacek-Darbietung arrangiert, aber es ist im Wesentlichen ziemlich vertrautes Material (nicht dass Loretta Lynn vorgeworfen werden kann, Horatio Alger habe ihr Leben verfasst, bevor sie es gelebt hat). Der Film ist keine große Kunst, wurde aber mit großartigem Geschmack und Stil gemacht; er ist intelligenter und wachsamer als die gewöhnlichen Filmbiographien von Starsängern. Das macht ihn zu einem wahren Schatz …, selbst wenn wir manchmal das Gefühl haben, es zuvor gesehen zu haben.“[1]
- film-dienst: „Bisweilen wünscht man sich die Kritik direkter und beherzter – aber, wer Ohren hat zu hören, dem wird sie dennoch nicht entgehen. Zumal Sissy Spacek sehr intensiv auch die musikalische Seite ihrer Rolle mit reizvoll brüchigem Country-Organ zwischen Ursprünglichkeit und Dekadenz beherrscht. In jedem Augenblick glaubt man ihr die Rolle, sei es die erschütternde Naivität des proletarischen Kind-Weibs oder die entnervte Diva. Was an der Geschichte vielleicht etwas platt und glatt wirkt, ist weitgehend durch die guten Schauspielerleistungen und die mehr als gefällige Regiearbeit wettgemacht. Die Balance zwischen Musikfilm, Aschenbrödelmärchen und Eheproblemstück funktioniert durchaus im Sinne guter Hollywood-Tradition.“
- Lexikon des internationalen Films: „Zwar oberflächlich und halbherzig in der Auseinandersetzung mit dem Showbusiness, jedoch dank der schauspielerischen und musikalischen Präsenz der Hauptdarstellerin gediegene Unterhaltung für Freunde der Country-Musik.“[2]

## Auszeichnungen
Bei der Oscarverleihung am 31. März 1981 in Los Angeles zählte Michael Apteds Film mit sieben Nominierungen neben David Lynchs Der Elefantenmensch und Martin Scorseses Boxerdrama Wie ein wilder Stier (je acht Nominierungen) zum erweiterten Favoritenkreis auf die Trophäe für den besten Film des Jahres. Die Filmbiographie war zwei Monate zuvor mit dem Golden Globe als Beste Komödie bzw. Musical ausgezeichnet worden und auch Sissy Spacek hatte für ihr Porträt der Loretta Lynn in derselben Sparte den Darstellerpreis erhalten.
Bei der Verleihung der Academy Awards triumphierte jedoch Robert Redfords Familiendrama Eine ganz normale Familie, das mit vier gewonnenen Oscars zum erfolgreichsten Films des Abends avancierte. Sissy Spacek wurde jedoch als "Beste Hauptdarstellerin ausgezeichnet. Spacek war bereits zuvor mit den Preisen der National Board of Review und der Filmkritikervereinigungen von New York City und Los Angeles bedacht worden.
Ferner erhielt das Werk Nominierungen von der Directors Guild of America und der Writers Guild of America. Hauptdarsteller Tommy Lee Jones und Nebendarstellerin Beverly D’Angelo erhielten Nominierungen bei den Golden Globes, mussten sich jedoch Ray Sharkey (Idolmaker – Das schmutzige Geschäft des Showbusiness) bzw. Mary Steenburgen (Melvin und Howard) geschlagen geben.

### Oscar 1981
- Beste Hauptdarstellerin (Sissy Spacek)
  - nominiert in den Kategorien
    - Bester Film
    - Bestes adaptiertes Drehbuch
    - Beste Ausstattung
    - Beste Kamera
    - Bester Schnitt
    - Bester Ton

### British Academy Film Award1982
- nominiert in den Kategorien
  - Beste Hauptdarstellerin (Sissy Spacek)
  - Bester Ton

### Golden Globe Award1981
- Bester Film – Komödie/Musical
- Beste Hauptdarstellerin – Komödie/Musical (Sissy Spacek)
  - nominiert in den Kategorien
    - Bester Hauptdarsteller – Komödie/Musical (Tommy Lee Jones)
    - Beste Nebendarstellerin (Beverly D’Angelo)

### Weitere
American Cinema Editors 1981
- nominiert in der Kategorie Bester Schnitt – Spielfilm

Directors Guild of America 1981
- nominiert für die Beste Regie

Kansas City Film Critics Circle Award 1981
- Beste Hauptdarstellerin (Sissy Spacek)

Los Angeles Film Critics Association Awards 1980
- Beste Hauptdarstellerin (Sissy Spacek)

National Board of Review 1980
- Beste Hauptdarstellerin (Sissy Spacek)

National Society of Film Critics Awards 1981
- Beste Hauptdarstellerin (Sissy Spacek)

New York Film Critics Circle Awards 1980
- Beste Hauptdarstellerin (Sissy Spacek)

Writers Guild of America 1981
- nominiert in der Kategorie Bestes adaptiertes Drehbuch – Drama

Aufnahme in das National Film Registry 2019